# Melbeta
Melbeta est un village du comté de Scotts Bluff, dans l'État du Nebraska, aux États-Unis. En 2020, il comptait une population de 108 habitants.